# August Christian Hinrich Becker
August Christian Hinrich Becker (* 6. August 1824 in Hannover; † 21. Mai 1887 in Hamburg) war ein deutscher Kaufmann.

## Leben
Becker gründete 1851 zusammen mit Ludwig Wilhelm Gerhard Becker in Hamburg ein Engros-Tuch-, Agentur- und Kommissionsgeschäft, das unter dem Namen Aug. & Gerh. Becker firmierte. Er schied 1868 aus der Firma aus.
Er diente beim Hamburger Bürgermilitär. Von 1856 bis 1859 war Becker zweiter Major und 1859 bis 1865 erster Major des 3. Bataillons, dessen Chef er von 1862 bis 1865 war.
Becker gehörte von 1859 bis 1862 und 1865 bis 1868 der Hamburgischen Bürgerschaft an. Er war Mitglied der Zentralkommission für die allgemeinen direkten Wahlen.